# المعهد العالي لتاريخ الحركة الوطنية
المعهد العالي لتاريخ الحركة الوطنية هو مؤسسة بحثية تابعة لجامعة منوبة وتهتم بالتاريخ المعاصر للبلاد التونسية. يوجد مقر المعهد في المركب الجامعي بمنوبة.

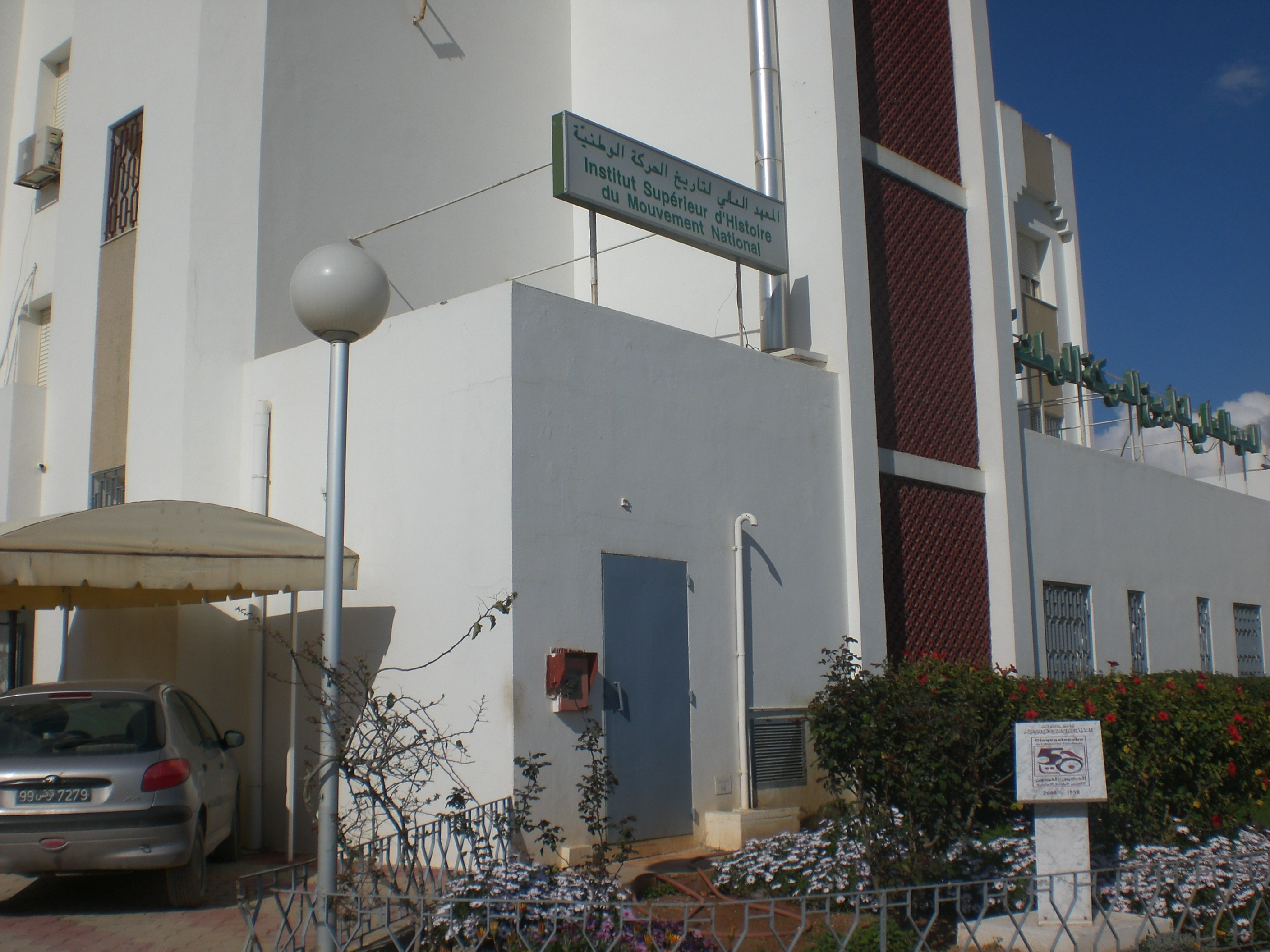
مقر المعهد العالي لتاريخ الحركة الوطنية بمنوبة

## لمحة
يعتبر هذا المعهد امتدادا للبرنامج القومي للبحث الذي انطلق عام 1979، ثم بعث بمقتضى القانون المؤرخ في 16 نوفمبر 1989.
يحفظ المعهد نواة من المصادر الأولية تتمثل في أرشيف مصور عن الأرشيفات الفرنسية الخاصة بتاريخ تونس المعاصر وكذا مئات الشهادات المسموعة والمرئية والصور بالإضافة إلى مكتبة متخصصة.

## الباحثون
يتكون سلك الباحثين للمعهد من 15 باحثا جامعيّا يتوزعون إلى أربع وحدات دراسية مكرسة هي التالية:
- وحدة الدراسات والبحوث الأرشيفية، ويشرف عليها الحبيب بالعيد، ومن أعضائها الباحثة قمر بن دانة كشير
- وحدة المتاحف ومواقع الذاكرة، ويشرف عليها حفيظ الطبابي
- وحدة الدراسات والبحث في التاريخ الشفوي، ويشرف عليها البشير اليزيدي، ومن أعضائها الباحث مروان العجيلي
- وحدة الدراسات والبحوث التاريخية، ويشرف عليها عميرة علية الصغير، ومن أعضائها عبد الحميد الهلالي

## أنشطة
ينظم المعهد عدة أنشطة من أهمها ملتقى دولي ينتظم كل سنتين بحضور باحثين في التاريخ المعاصر من تونس والمغرب العربي ومن البلدان الأوربية. كما ينظم محاضرات شهرية ومعارض.

## منشورات
يصدر المعهد مجلة سنوية عنوانها روافد يترأس تحريرها الباحث عبد الحميد الهلالي، كما ينشر المعهد عدة سلاسل تاريخية، من بينها أعمال الملتقيات التي ينظمها كل سنتين.

## وصلة خارجية
موقع المعهد العالي لتاريخ الحركة الوطنية بتونس.